# Double Nationalité (roman)
Pour les articles homonymes, voir Double nationalité.
Double Nationalité est un roman de Nina Yargekov paru le 8 septembre 2016 aux éditions P.O.L et ayant reçu la même année le prix de Flore,.

## Éditions
- Éditions P.O.L[3], 2016,  (ISBN 978-2-8180-4037-9).